# Springfield (condado de Marquette, Wisconsin)
Springfield es un pueblo ubicado en el condado de Marquette en el estado estadounidense de Wisconsin. En el Censo de 2010 tenía una población de 830 habitantes y una densidad poblacional de 9,21 personas por km².

## Geografía
Springfield se encuentra ubicado en las coordenadas 43°56′48″N 89°31′57″O / 43.94667, -89.53250. Según la Oficina del Censo de los Estados Unidos, Springfield tiene una superficie total de 90.16 km², de la cual 89.31 km² corresponden a tierra firme y (0.95%) 0.85 km² es agua.

## Demografía
Según el censo de 2010, había 830 personas residiendo en Springfield. La densidad de población era de 9,21 hab./km². De los 830 habitantes, Springfield estaba compuesto por el 96.87% blancos, el 0.12% eran afroamericanos, el 1.08% eran amerindios, el 0% eran asiáticos, el 0% eran isleños del Pacífico, el 1.2% eran de otras razas y el 0.72% pertenecían a dos o más razas. Del total de la población el 3.01% eran hispanos o latinos de cualquier raza.